# Křížová cesta (Kadaň)
Křížová cesta v Kadani čili Sedm pádů Kristových je sakrální památka zobrazující křížovou cestu Ježíše Krista, jeho Ukřižování a Nanebevstoupení. Skládá se ze sedmi zastavení v podobě pískovcových výklenkových kaplí, které vznikly v letech 1694 až 1699.

## Historie
Výstavbu křížových zastavení a obecně křížových cest podporoval v evropských zemích řád františkánů, kteří měli po staletí na starosti péči o Boží hrob v Jeruzalémě. Dodnes se pobožnost křížové cesty s modlitebním zastavením u každého obrazu koná v postní době a zvláště na Velký pátek. Od časů baroka je také zvykem zavěšovat čtrnáct číslovaných obrazů na stěny kostela. Ke každému zastavení se pojí modlitba, která výjev vysvětluje a napomáhá věřícím při rozjímání nad jeho duchovním významem.
Podle barokní tradice odpovídá délka zdejší křížové cesty, tedy vzdálenost od kadaňské radniční věže k františkánskému klášteru Čtrnácti sv. Pomocníků, s nímž byla na popud šlechtických rodů Fictumů a Lobkoviců souběžně založena, jeruzalémské křížové cestě od Pilátova paláce na Golgotu, kterou tu údajně změřil Jan Hasištejnský z Lobkowicz během svého putování po Svaté zemi již v roce 1493. Původní kadaňskou křížovou cestu tvořily dřevěné desky zobrazující sedm pádů Kristových, ty však byly během třicetileté války zničeny. V polovině 17. století pak došlo k jejich obnově. Koncem 17. století se zrodila myšlenka na zřízení honosné křížové cesty o sedmi pískovcových výklenkových kaplích usazených schodišťovými stupni vedoucích od Mikulovické brány k františkánskému klášteru. Nákladný projekt byl realizován v letech 1694 až 1699 za přispění bohatých donátorů. Vznikla tak unikátní a významově mnohovrstevnatá křížová cesta, která se dochovala dodnes. Iniciátorem a tvůrcem její ideové koncepce byl kadaňský františkánský kazatel Johannes Lorent. Na jednotlivých kaplích se nachází (resp. nacházely, neboť se ve většině nedochovaly) dvě sochy Čtrnácti sv. Pomocníků, kteří byli v té době hlavními patrony královského města Kadaně. První kaple byla postavena v roce 1697, druhá následně roku 1698. Roku 1698 nechal Michal z Račína postavit v pořadí třetí kapli. Kompletní křížová cesta byla dokončena již na počátku 18. století. Umělecká kvalita jednotlivých kaplí je kolísavá, z čehož lze vyvodit, že na jejich tvorbě se podílelo více kameníků a sochařů.
Restaurování všech sedmi zastavení proběhlo mezi lety 2005 a 2007. První a druhou kapli zrestaurovali Helena Forstová a Vojtěch Míča a třetí až sedmou Jan Vích.

## Popis jednotlivých zastavení

### První zastavení

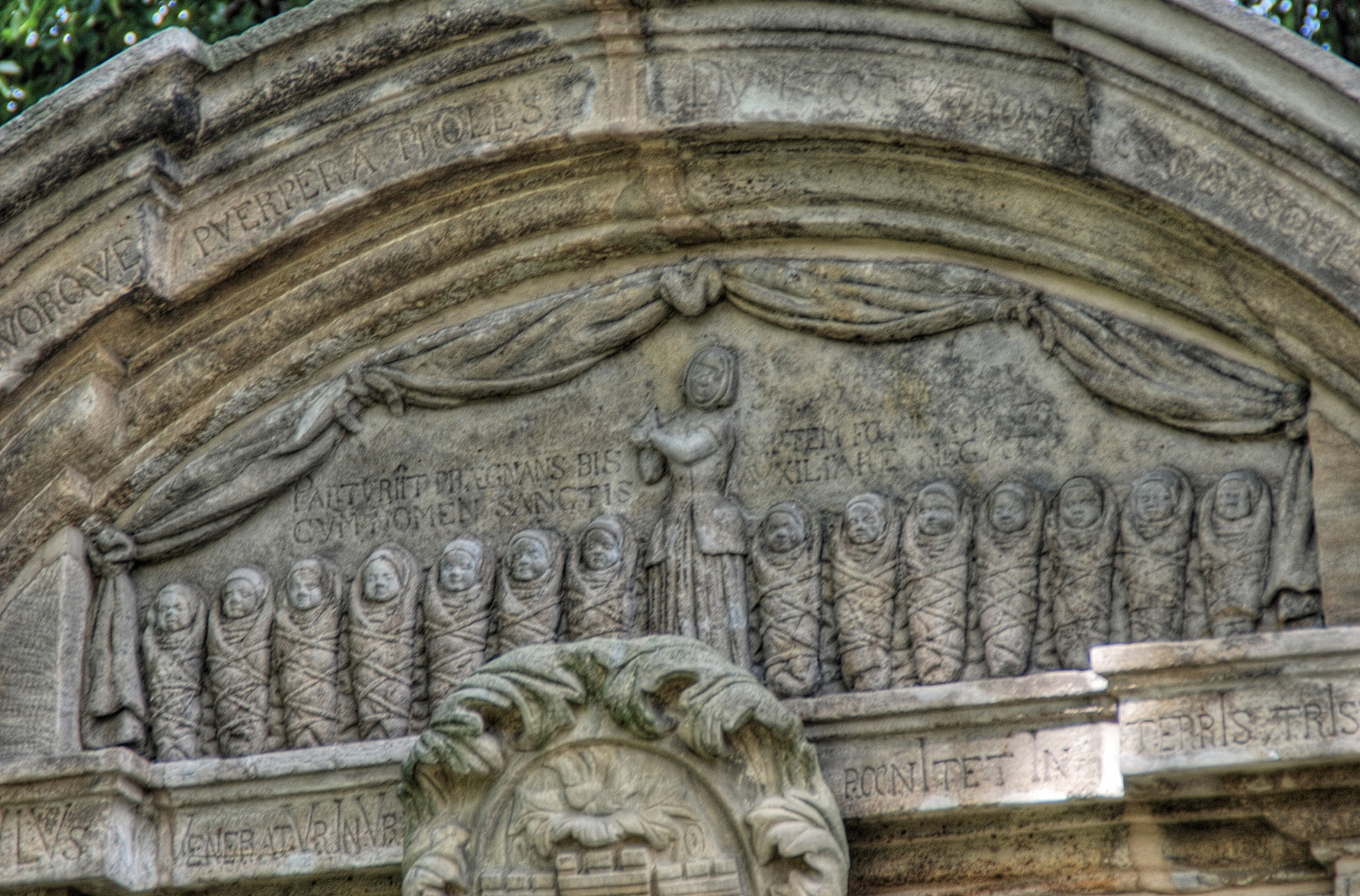
Detail štítu první výklenkové kaple

Pískovcová výklenková kaple s původním umístěním na křižovatce před někdejší Svatou brankou, která byla součástí opevnění kadaňských předměstí, byla zhotovena v roce 1697 na náklady královského města Kadaně. Průčelí kaple zdobí kadaňský městský znak. Na štítě nalezneme reliéf ženy se čtrnácti dětmi jako odkaz na legendy o zázracích Čtrnácti sv. Pomocníků, která vypráví příběh muže, jež visel tři dny na popravišti, ale přesto nezemřel, protože se modlil právě ke Čtrnácti svatým pomocníkům. Kaple bývala na vrcholku opatřena třemi plastikami, a to dvěma světci ze skupiny Čtrnácti sv. Pomocníků: sv. Blažeje vlevo a sv. Jiří vpravo. Uprostřed byla plastika zobrazující Pannu Marii. Centrální motiv zobrazuje Ježíše Krista, jemuž Šimon Kyrénský pomáhá nést kříž. Před Kristem stojí sv. Veronika s rouškou, kterou mu podala, aby si otřel zkrvavenou tvář, jež se na roušku otiskla. V horní části výjevu jsou vytesána nebesa s postavou Boha Otce a holubicí symbolizující Ducha svatého. Na bočních pilastrech najdeme Nástroje Kristova Umučení.

### Druhé zastavení

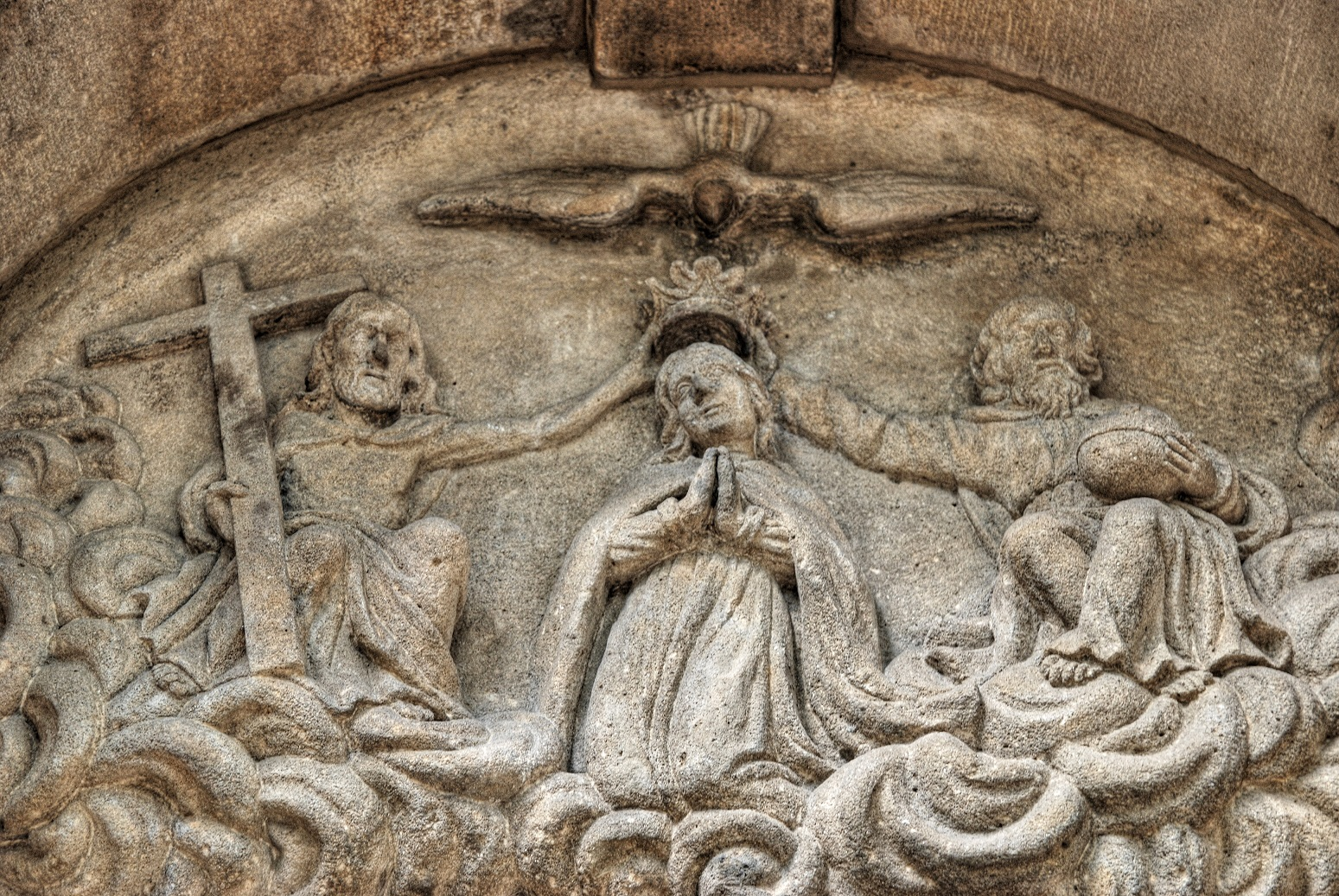
Detail hlavního motivu druhé výklenkové kaple – Korunování Panny Marie

Druhé zastavení křížové cesty vzniklo v roce 1698 za finanční podpory Františka Madela, tehdejšího císařského rychtáře v Kadani. Kaple je ozdobena dvouhlavým císařským orlem, znakem Svaté říše římské. Pod ním je vytesán erb Františka Madela. Na vrcholku kaple bývaly opět tři plastiky, a sice sv. Pantaleona a sv. Erasma, dvou ze Čtrnácti sv. Pomocníků, uprostřed pak sv. Jan Nepomucký (prohlášen za svatého až roku 1729). Kaple byla slavnostně odhalena právě na svátek sv. Jana Nepomuckého, tj. 16. května 1698. Centrální výjev opět zobrazuje Krista i Šimona Kyrénského, který Ježíši pomáhá nést břemeno kříže. Kristus klečí před Pannou Marií, za níž stojí plačící apoštol sv. Jan. Dále pak vidíme biřice s kyjem a v pozadí horu Golgotu, na níž jsou již připravené dva kříže pro zločince, kteří měli být ukřižováni společně s Ježíšem. Nad tímto výjevem je motiv Korunování Panny Marie s Nejsvětější Trojicí. Pilastry jsou zdobeny ovocem – vinnými hrozny, granátovými jablky a hruškami.

### Třetí zastavení

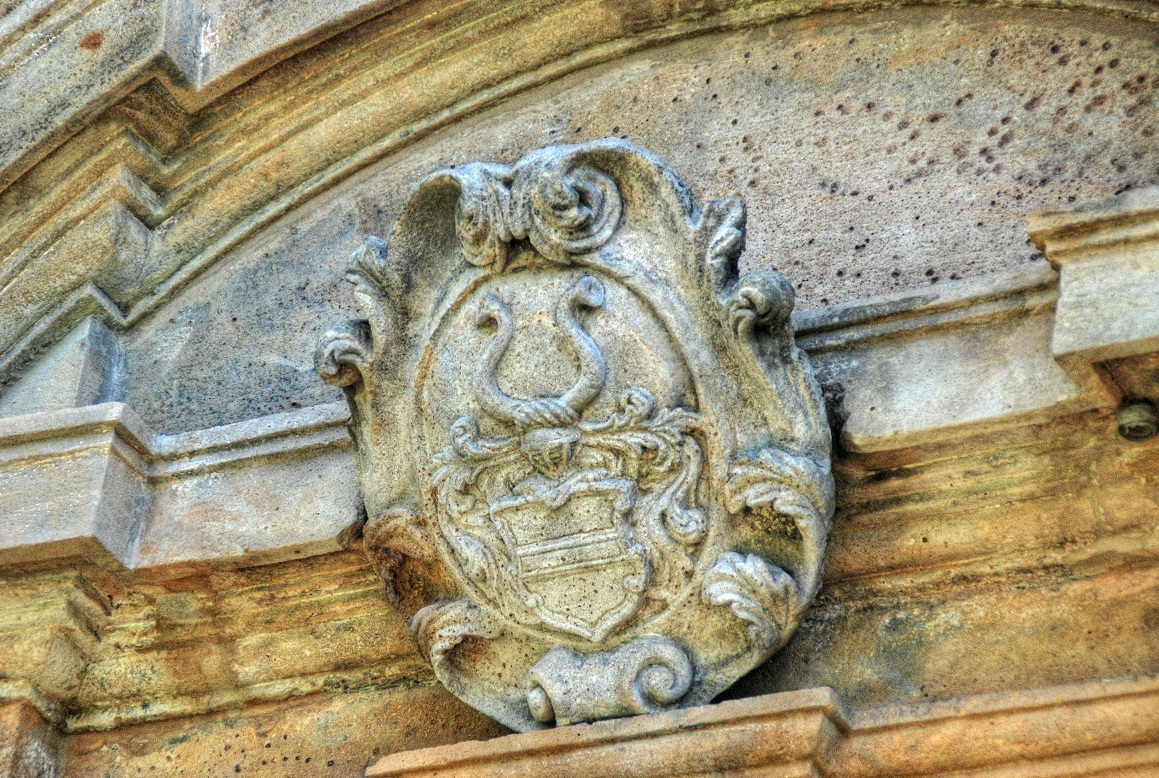
Detail štítu třetí výklenkové kaple – erb rodu Račínů z Račína

Třetí zastavení nechal postavit šlechtický rod Račínů z Račína a průčelí kaple je proto zdobeno erbem tohoto rodu. Na vrcholku je umístěna socha Archanděla Michaela a také mučedníka sv. Víta, plastika sv. Kryštofa se nedochovala. Ke stavbě došlo zřejmě v roce 1697. Centrální motiv představuje Krista ležícího pod křížem. Výjev dále zobrazuje Šimona z Kyrény, který se otáčí směrem k zástupu plačících jeruzalémských žen, nad výjevem jsou nebesa s anděly a hebrejská písmena tetragrammatonu, která odkazují na jméno Boží. Pilastry jsou zdobeny vzrostlými slunečnicemi, které tu symbolizují věrné křesťany, kteří se jak slunečnice za sluncem otáčí směrem k Božímu Synu.

### Čtvrté zastavení

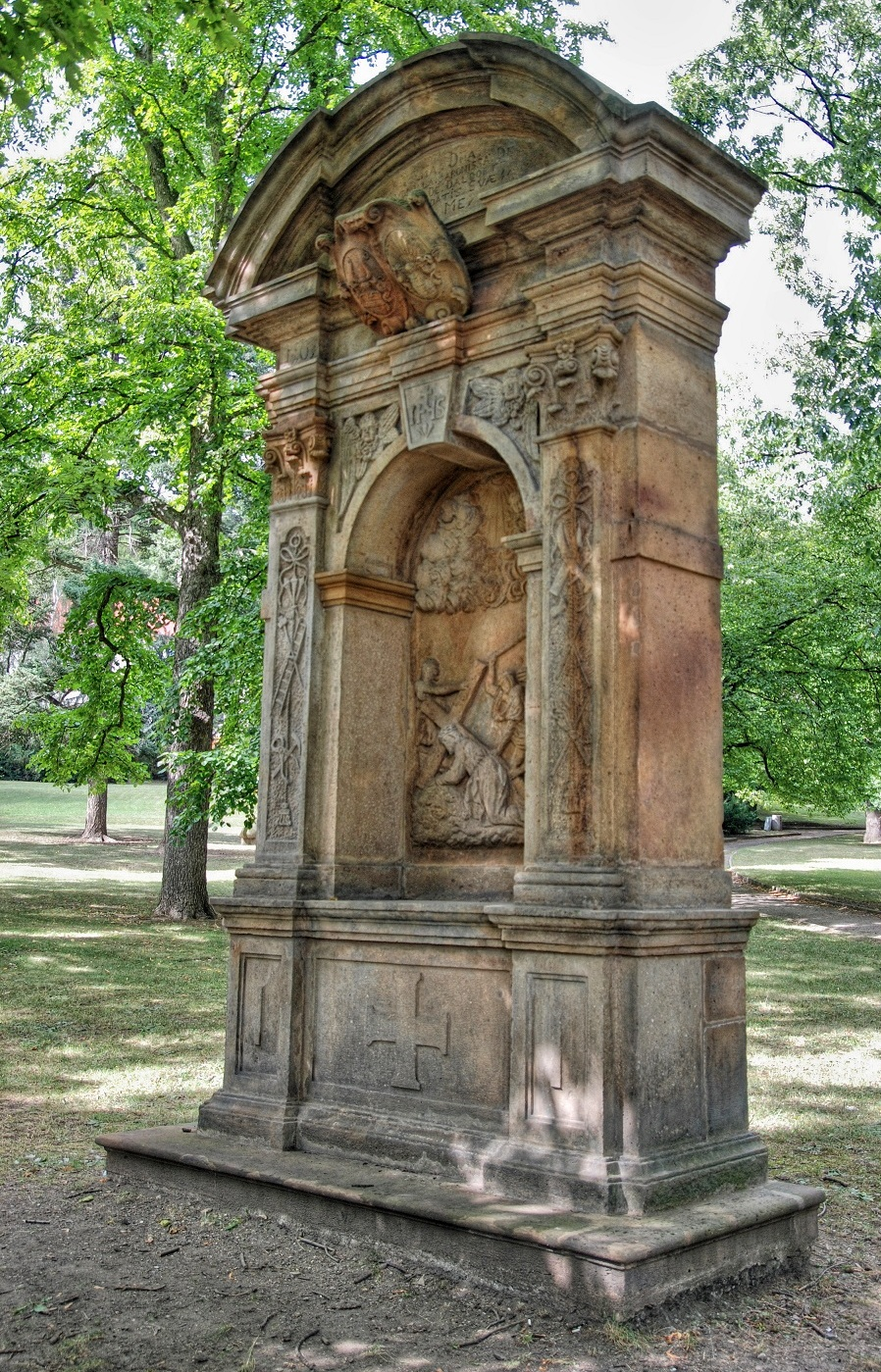
Celkový pohled na čtvrtou výklenkovou kapli

Donátorem čtvrté výklenkové kaple byl opět šlechtický rod Račínů z Račína, konkrétně baronka Ludmila Račínová z Račína, rozená z Dalldorfu. Kaple byla vybudována v roce 1696, přičemž podnětem k tomuto zbožnému činu mohlo být úmrtí barona Jana Jáchyma Viléma Račína z Račína, manžela baronky Ludmily, ke kterému došlo také v roce 1696. Průčelí kaple je tentokráte zdobeno dvěma erby, totiž aliančním znakem Račínů a Dalldorfů. Latinský nápis na štítě poskytuje informace o donátorce a roku vztyčení kaple. Ze tří soch na vrcholku výklenkové kaple se dochovala jen socha sv. Diviše, dalšího ze Čtrnácti sv. Pomocníků, která je dnes umístěna v kadaňském Městském muzeu, dalším ze sv. Pomocníků mohl být sv. Cyriak, který se nedochoval. Nedochovala se ani prostřední plastika sv. Josefa, patrona dobré smrti a od roku 1655 i patrona Českého království. Na centrálním motivu je vyobrazen další z pádů Ježíše Krista, bitého biřici. Nad scenérií jsou vytesána nebesa. Na pilastrech nalezneme opět Nástroje Kristova Umučení.

### Páté zastavení

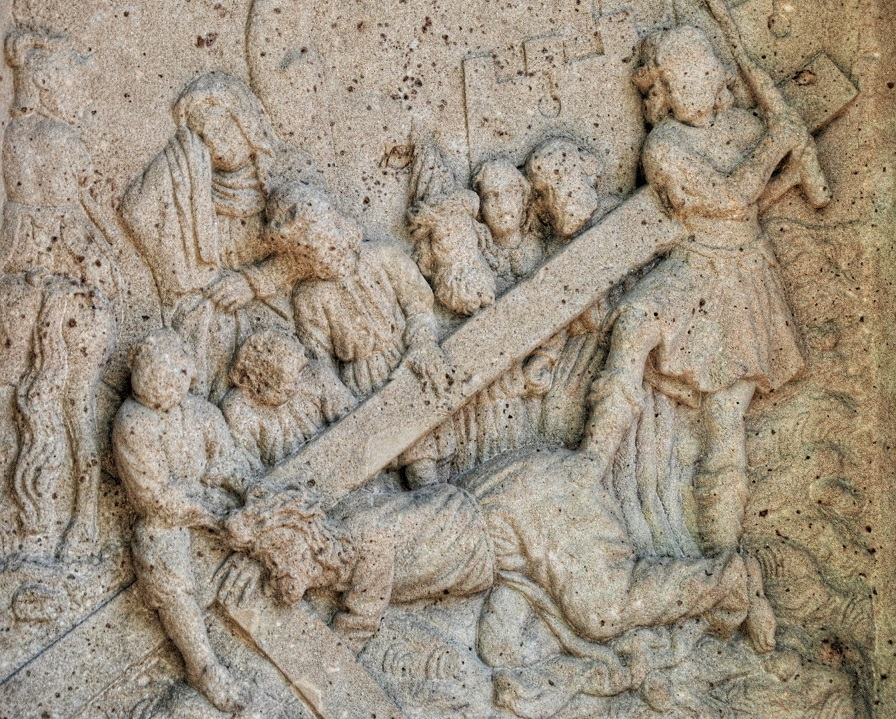
Hlavní motiv páté výklenkové kaple

V pořadí pátá kaple byla zhotovena zřejmě jako první z celé Křížové cesty, a to již roku 1694 z popudu hraběte Zikmunda Valentina Hrzána z Harasova. Od roku 1606 vlastnila tato rodina panství Červený Hrádek na sousedním Chomutovsku. Erb na průčelí patří rodu Hrzánů z Harasova. I tato kaple byla na vrcholu opatřena třemi plastikami, zástupci Čtrnácti svatých Pomocníků zde byli sv. Eustach a sv. Achác, uprostřed pak sv. Zikmund, opět jeden z českých zemských patronů a osobní ochránce hraběte Zikmunda Valentina Hrzána z Harasova. Kaple je opatřena řadou latinských a německých nápisů oslavujících Kristovu oběť a zbožnost rodu Hrzánů. V rámci nápisu na klenbě výklenku je ukryt chronogram s letopočtem 1694, tedy rokem vztyčení kaple. Na centrálním výjevu je Kristus při svém dalším pádu, jeden z biřiců na něm stojí pravou nohou a bije ho. Další postavy stojící okolo se Kristu posmívají, přičemž Šimon Kyrénský neustále drží kříž. Nad Ježíšem se také sklání plačící Panna Maria, vedle ní je na koni římský voják, asi sv. Longinus. Za hlavním dějištěm na horizontu vidíme vzrostlý strom, jenž v sobě ukrývá řadu teologických symbolů. Napravo jsou budovy a hradby města Jeruzaléma. Na nebesích se modlí dva andělé. Pilastry jsou zdobeny dvěma kmeny vinné révy, jež je odkazem jak na liturgickou symboliku, tak na vinařství v okolí města Kadaně.

### Šesté zastavení

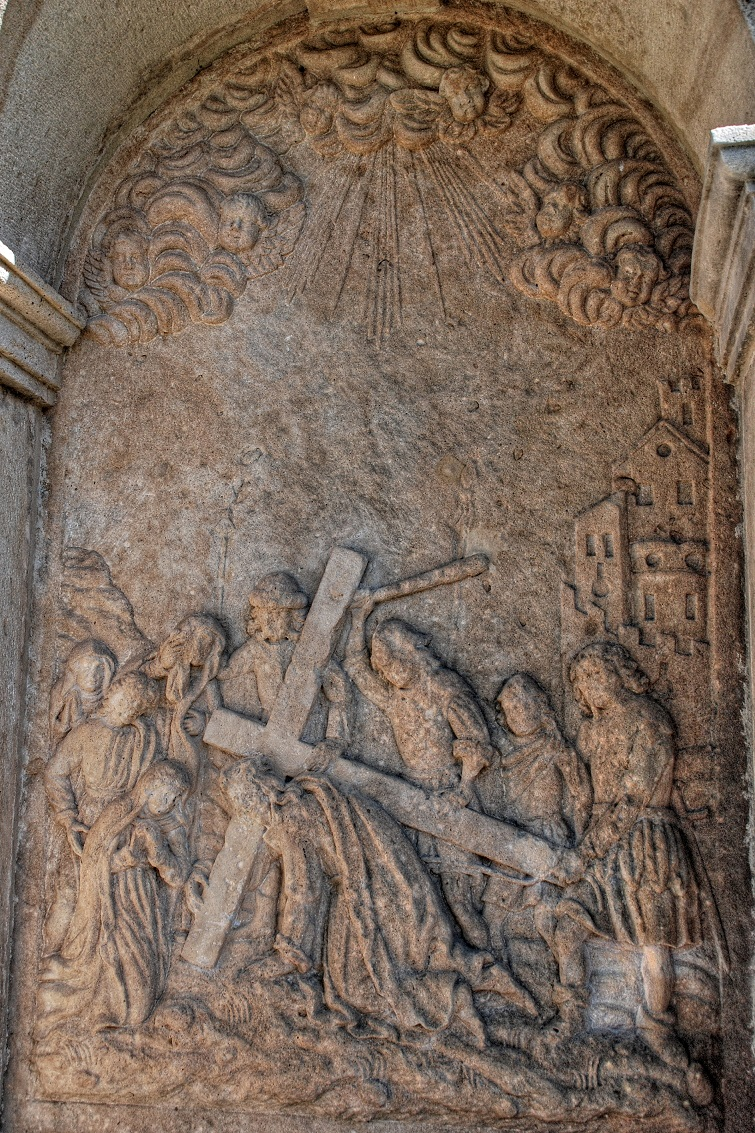
Hlavní motiv šesté výklenkové kaple

Tato kaple byla zhotovena díky hraběti Ferdinandu Maxmiliánovi Hrzánovi z Harasova v roce 1695. Tento majitel panství Červený Hrádek (1681 až 1696) byl také oním štědrým donátorem, který nechal roku 1682 obnovit oltář Čtrnácti sv. Pomocníků ve františkánském poutním kostele. Autorem kaple by mohl být sochař Jan Brokoff, otec slavného mistra českého barokního sochařství Ferdinanda Maxmiliána Brokoffa, který v té době na Červeném Hrádku působil. Latinský nápis ve štítě odkazuje na donátora a rok vztyčení. Na vrcholku kaple se zachovala plastika sv. Ondřeje, jednoho z patronů rodu Hrzánů. Sochy dvou sv. Pomocníků, zřejmě sv. Jiljí a sv. Kateřiny, se nedochovaly. Průčelí kaple zdobí erb Hrzánů z Harasova. Na centrálním výjevu Kristus znovu klesá pod tíhou Kříže, v jeho blízkosti stojí opět Šimon Kyrénský a jakýsi anonymní pomocník, postava, s níž se mohl zbožný kolemjdoucí ztotožnit a stát se tak součástí děje. Před Kristem klečí Panna Maria, kterou podpírá apoštol sv. Jan. Dále si můžeme všimnout několika biřiců a skupiny plačících jeruzalémských žen. Vpravo jsou opět vytesány budovy svatého města Jeruzaléma. Z otevřeného nebe nad tímto výjevem září Božské paprsky a dolů hledí několik andělských tváří. Na pilastrech jsou vyobrazeny palmové ratolesti, symbol vítězství, v tomto případě vítězství Ježíše Krista nad smrtí.

### Sedmé zastavení

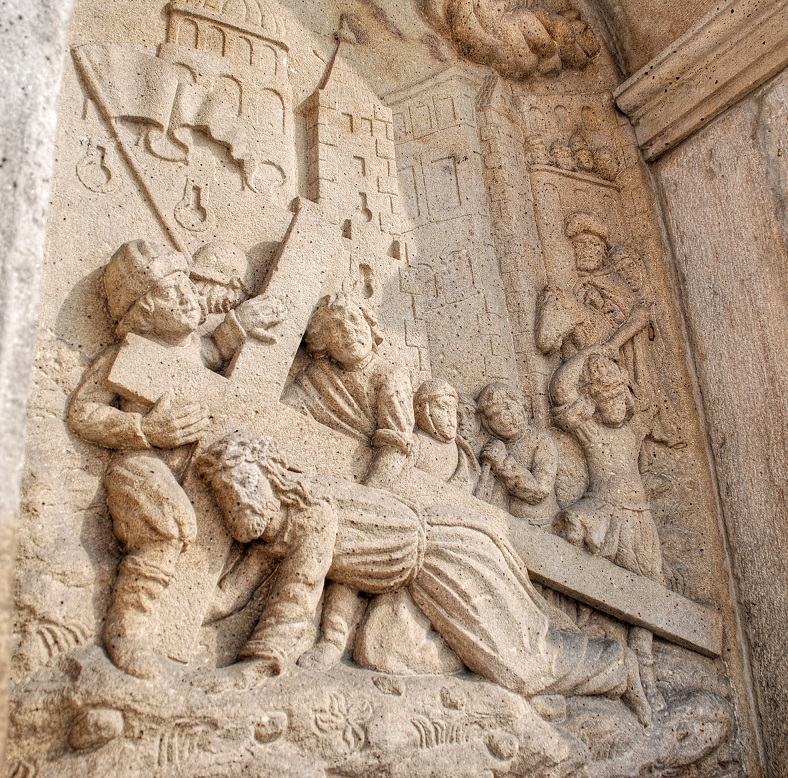
Hlavní motiv sedmé výklenkové kaple

V pořadí poslední zastavení stojí naproti františkánskému klášteru Čtrnácti sv. Pomocníků, vztyčeno bylo v roce 1699 na náklady Řádu menších bratří – františkánů. Ti byli v té době také hlavními propagátory pobožnosti křížové cesty. Důležitou osobností českého františkánství byl tehdy provinční ministr Bernard Sannig, filosof, teolog a historik, který Kadaň často navštěvoval. Tři plastiky, které dříve zdobily tuto kapli, patřily patrně sv. Markétě a sv. Barboře ze skupiny sv. Pomocníků, mezi nimi uprostřed pak byla socha sv. Františka – zakladatele a hlavního patrona františkánského řádu. Průčelí je zdobeno stylizovaným znakem Řádu menších bratří. Převážně latinské nápisy oslavují Boha a také sv. Františka. Centrální výjev je znázorněním dalšího z Kristových pádů. Kolem Ježíše stojí velká skupina lidí, v pozadí je pak monumentálním způsobem vytesána scenérie města Jeruzaléma. Prapor vlající nad scénou býval dříve opatřen nápisem se zkratkou S. P. Q. R. (Senát a lid římský), nad ním jsou nebesa s anděly. Na klenbě výklenku je latinský nápis oslavující Kristův kříž, v němž je ukryt chronogram letopočtu 1699. Na postranních pilastrech jsou opět vyobrazeny Nástroje Kristova Umučení.